# Paulien Snackaert
Paulien Snackaert is een personage uit de Vlaamse soap Thuis. Ze wordt sinds 2008 gespeeld door Tina Maerevoet. Paulien is de zus van Katrien Snackaert, gespeeld door Lotte Vannieuwenborg.
Op 14 september 2012 verdween Paulien uit de reeks op verzoek van actrice Tina Maerevoet, die tijd wilde maken voor andere opdrachten. Op verzoek van de VRT keerde Maerevoet met haar personage Paulien echter op 23 oktober 2013 terug in de reeks. Ze overleed in 2022 na een val op een glasplaat in een escaperoom. Ze kreeg een glasscherf in haar nek en overleed in het ziekenhuis aan de verwondingen. 

## Fictieve biografie
Paulien duikt samen met haar zus Katrien op als dochter van Julia wanneer Julia en Cois al enige tijd samen zijn. Julia gaat samenwonen met Cois en ook haar dochters verhuizen mee. Voor Paulien duurt het even voor ze Cois kan aanvaarden. Enkele maanden later betrapt Cois Paulien met haar lief Jens De Belder op de kunstacademie. Hij blijkt de fiets van Cois gestolen te hebben. Later volgt de ontmoeting tussen Jens, Cois en Julia. Julia kan hem niet luchten.
Wanneer Julia Paulien verbiedt Jens nog te zien, trapt ze het thuis af en gaat op het kot van Jens wonen. Julia draait bij en na enkele weken heimwee keert ze terug.
Maar als Jens zakt voor zijn examens en naar zijn ouders in Portugal moet vertrekken, gebeurt het omgekeerde. Later ontmoet Paulien ook Bram, die boven haar woont. Vrijwel onmiddellijk slaan de vonken over tussen beiden. Paulien stelt zich echter eerst terughoudend op maar kiest uiteindelijk toch definitief voor Bram. Ook nadat ze ontdekt dat Bram Frank heeft neergestoken.
Wanneer ze plots drie dagen over tijd is, blijkt Paulien zwanger te zijn. Ze is er kapot van en Bram pakt zijn koffers. Maar uiteindelijk komt het weer goed tussen de twee, en besluiten ze om het kindje te houden, tot groot ongenoegen van Julia. Maar na enkele weken begint Bram te twijfelen of hij wel vader wil worden. Wanneer hij aan Paulien vertelt dat hij geen kind wil, is Paulien razend. Paulien vertelt dat Bram Frank heeft neergestoken en dat in het bijzijn van Simonne. Dit betekent dan ook het einde van de relatie. Paulien laat het kind bovendien ook weghalen.
Later leert Paulien Rafael Campo kennen. Hij is veel met fotografie bezig en dus delen ze dezelfde passies. Rafael helpt haar met enkele schoolprojecten, maar later groeit er iets meer tussen hen. Het is echter een knipperlicht-relatie: Rafael verandert immers wanneer hij zijn pillen niet neemt. Paulien vergeeft het hem echter telkens weer. Er komt pas definitief een einde aan de relatie wanneer blijkt dat Rafael Femke's ongeboren kind heeft vermoord en Peter heeft neergestoken.
Paulien stuurt haar foto's op naar een Amerikaanse kunstacademie. Tot groot jolijt wordt ze toegelaten en vertrekt voor een jaar naar Amerika. 
Op 23 oktober 2013 staat ze onverwacht terug bij haar moeder Julia en Lowie aan de deur met koffers. Ze is terug om aan haar eindwerk te werken over de Eerste Wereldoorlog. Ze begint te werken in de Frens. Later wordt ze terug verliefd op Bram, maar dit is van korte duur. In mei begint ze een relatie met Adil. In november gaat Paulien naar Burundi om Julia, die ziek is geworden, bij te staan. Ondertussen woont ze samen met Adil in het huis van Lowie.
In 2022 overleed Paulien na een val op een glazen tafel. Ze kreeg glasscherf in haar nek en overleed in het ziekenhuis aan de gevolgen van deze verwonding. 